# Силурийский период
Силури́йский пери́од (силу́р) — геологический период, третий период палеозоя. Наступил после ордовика и сменился девоном. Начался 443,1 ±0,9 млн лет назад, кончился 419,62 ±1,36 млн лет назад. Продолжался, таким образом, около 23 с половиной миллионов лет. Самый короткий период палеозоя.
Комплекс отложений (горных пород), соответствующих данному возрасту, называется силури́йской систе́мой.
Нижняя граница силура определяется по крупному вымиранию, в результате которого исчезло около 60.1 % видов существовавших в ордовике морских организмов, — так называемому ордовикско-силурийскому вымиранию. Во время Чарльза Лайеля (середина XIX в.) силур считался самой древней геологической эпохой. Назван в честь кельтского племени силуров, на землях обитания которого проводились геологические исследования, способствовавшие выделению данного периода.
В силуре происходит появление первых полностью наземных организмов (начало так называемой «силурийско-девонской наземной революции»): из примитивных растений эволюционируют сосудистые. Появляются и распространяются высшие грибы. Некоторые членистоногие (многоножки, арахниды и шестиногие) становятся полностью  наземными.

## Подразделения силурийской системы

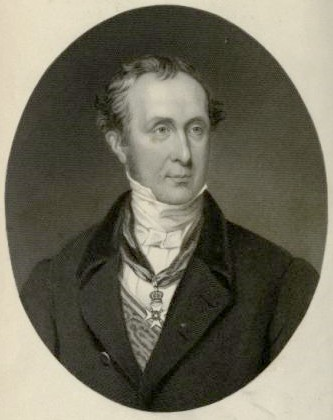
Р. И. Мурчисон (1792—1871)

Шотландский геолог Р. И. Мурчисон выделил силурийскую систему в 1835 году, опираясь на результаты исследований раннепалеозойских отложений на территории южного Уэльса, проводившихся им начиная с 1831 года. Название системе он дал в память о силурах (лат. silures) — кельтском племени, которое в эпоху железного века населяло земли современного южного Уэльса и прилегавших районов Англии и ожесточённо сопротивлялись в I веке нашей эры римскому завоеванию. Название вошло во всеобщий обиход после публикации Мурчисоном в 1839 году своей классической работы «The Silurian System».
По первоначальной концепции Мурчисона, силурийский период охватывал и то, что ныне называют ордовиком; самостоятельный ордовикский период был выделен лишь в 1879 году английским геологом Чарльзом Лэпвортом. Однако долго его обычно рассматривали как нижний (ордовикский) отдел силурийской системы. В СССР ордовик был впервые введён в легенды геологических карт в статусе самостоятельной системы в 1955 году, а в 1960 году на 21-й сессии Международного геологического конгресса в Копенгагене он был официально утверждён в ранге отдельной системы Международной стратиграфической шкалы (МСШ), после чего окончательно утвердилась трактовка силура как третьего по счёту подразделения палеозоя.
| система                                                                          | отдел           | ярус         | Ниж. граница, млн лет |
| -------------------------------------------------------------------------------- | --------------- | ------------ | --------------------- |
| Девон                                                                            | Нижний          | Лохковский   | 419,62 ±1,36          |
| Силур                                                                            | Пржидольский    | Пржидольский | 422,7 ±1,6            |
| Силур                                                                            | Лудловский      | Лудфордский  | 425,0 ±1,5            |
| Силур                                                                            | Лудловский      | Горстийский  | 426,7 ±1,5            |
| Силур                                                                            | Венлокский      | Гомерский    | 430,6 ±1,3            |
| Силур                                                                            | Венлокский      | Шейнвудский  | 432,9 ±1,2            |
| Силур                                                                            | Лландоверийский | Теличский    | 438,6 ±1,0            |
| Силур                                                                            | Лландоверийский | Аэронский    | 440,5 ±1,0            |
| Силур                                                                            | Лландоверийский | Рудданский   | 443,1 ±0,9            |
| Ордовик                                                                          | Верхний         | Хирнантский  | больше                |
| Деление и золотые гвозди в соответствии с IUGS по состоянию на декабрь 2024 года |                 |              |                       |

В СССР во второй половине XX века силурийскую систему было принято подразделять на два отдела: нижний силур (с лландоверийским и венлокским ярусами) и верхний силур (с лудловским и пржидольским ярусами). Между тем в рамках МСШ было введено деление данной системы на 4 отдела: лландоверийский, венлокский, лудловский и пржидольский (до 1972 года — даунтонский) с 7 ярусами (пржидолий на ярусы не членится), которое распространилось и в России. Постановлением Межведомственного стратиграфического комитета от 5 апреля 2012 года в Общую стратиграфическую шкалу (ОСШ), рекомендованную к применению в России, были внесены изменения, в соответствии с которыми в ОСШ деление силурийской системы на отделы и ярусы стало таким же, как и в США, однако было сохранено и деление силура на нижний и верхний (теперь эти подразделения получили ранг подсистем).
Абсолютные даты для подразделений силура периодически уточняются Международной комиссией по стратиграфии (МКС); в схеме, приведённой справа, даты приведены по состоянию на 2023 год.
В качестве нижней границы (основания) силурийской системы МКС в 1985 году утвердила подошву биозоны граптолита Parakidograptus acuminatus; при этом за стратотип был принят ордовикско-силурийский разрез Добс-Линн (около городка Моффат на юге Шотландии). Позднее было решено уточнить определение данной границы, выбрав в роли биостратиграфического маркера первое появление граптолитов Akidograptus ascensus и Parakidograptus praematurus (последний вид ранее включали в состав Parakidograptus acuminatus).
Верхней границей силура служит основание девонской системы, за которую ещё в 1972 году была взята подошва биозоны граптолита Monograptus uniformis (дополнительный биостратиграфический критерий — появление трилобита Warburgella rugulosa rugosa). Стратотипом служит слой 20 местонахождения Клонк, находящегося в 12 км от города Бероун (последний расположен к юго-западу от Праги).

## Палеогеография
В начале силурийского периода палеогеографическая картина Земли оставалась в целом той, какой она предстала в конце кембрия: почти вся суша была собрана в 4 континента. В приэкваториальной области находились Лаврентия, Балтика (Фенносарматия) и Ангарида (Сибирь). Вблизи Южного полюса располагался огромный суперконтинент Гондвана, частью, впрочем, также выходивший к экватору; в состав Гондваны входили сразу несколько будущих кайнозойских платформ (Южно-Американская, Африкано-Аравийская, Индостанская платформа, Австралийская, Восточно-Антарктическая), но, помимо их, в периферийной части Гондваны располагалась перигондванская зона, включавшая множество микроплатформ, которые в позднем палеозое — мезозое (в различное время) вошли в состав формировавшейся Евразии.
Между Гондваной и северными континентами находились микроконтиненты Авалония и Казахстания; первый отделился от побережья Гондваны в раннем ордовике, а второй консолидировался в позднем ордовике из отдельных фрагментов-террейнов.
Все перечисленные континенты были разделены океанами. Почти всё Северное полушарие занимал огромный океан Панталасса, предшественник Тихого океана. Океан Япетус отделял Лаврентию от Балтики и Авалонии, которые, в свою очередь, были разделены морем Торнквиста. Между Балтикой, Ангаридой и Казахстанией располагался Уральский океан. Гондвану отделял от Авалонии океан Реикум, а от Балтики и Казахстании — океан Прототетис.
В течение силура продолжалось начавшееся в ордовике сужение Япетуса и расширение Реикума (достигшего в раннем силуре максимальной ширины). Ещё в катийском веке позднего ордовика произошло соударение восточного конца Авалонии с побережьем Балтики, которое, однако, не привело тогда к прочному слиянию этих континентов. Примерно 420 млн лет назад, в конце силура, Балтика и Авалония столкнулись с Лаврентией, объединившись в единый новый континент — Лавруссию (Еврамерику); океан Япетус фактически свёлся к небольшому заливу между западной частью бывшей Авалонии и восточным побережьем бывшей Лаврентии, а окончательно прекратил своё существование в раннем девоне. Между тем уже с середины силура происходило нарастающее сужение Реикума, имевшее следствием значительное сближение Лавруссии и Гондваны к концу периода. Напротив, Ангарида удалялась от них, сдвигаясь при этом к северу.
В конце силура произошло и другое значительное событие: начались интенсивные процессы рифтинга в приэкваториальной части Гондваны, которые привели в начале девона к отделению от неё микроконтинентов Тарим, Северный Китай (Синокорея), Южный Китай и Индокитай (Аннамия).
На силурийский период приходится наиболее выраженная — скандская — эпоха каледонской складчатости, которая началась в позднем лландовери, длилась до раннего девона и характеризовалась интенсивным горообразованием, наиболее выраженным в области коллизии Лаврентии, Балтики и Авалонии (районы Скандинавии, Британских островов, восточной Гренландии, Северных Аппалачей). В ходе формирования Лавруссии вслед за спадом сжимающих напряжений и затуханием складчато-надвиговых дислокаций начались растяжения, движения по сбросам и образование межгорных впадин, которые заполнялись континентальной красноцветной молассой, известной как древний красный песчаник. Эти процессы сопровождались ростом тектонической и магматической активности.

## Климат
В начале силурийского периода ещё продолжалось позднеордовикско-раннесилурийское оледенение, при котором значительная часть Гондваны (включая территории Южной Америки, Африки, Пиренейского и Аравийского полуостровов и Малой Азии) была покрыта ледниковым щитом. К концу рудданского века оледенение закончилось.
Однако на протяжении большей части силурийского периода климат на Земле в целом оставался холодным (в течение ландовери и венлока имели место новые оледенения, носившие, впрочем, ограниченные масштабы). Ближе к концу периода потепление стало значительным, а климат — тёплым (временами жарким) и засушливым. В конце силура у поверхности земли средняя температура воздуха составляла более 20 °C (что на 5 °C выше современного значения). Продолжалось формирование защитного озонового экрана, появившегося в ордовике. Содержание диоксида углерода в атмосфере в силуре в три раза превышало современный уровень (в позднем ордовике — в четыре раза). Если в начале периода уровень атмосферного кислорода составлял 65 % от современного уровня, то в конце периода он снизился до 35 % от современного.

## Осадконакопление
На протяжении силурийского периода часть территории континентальных платформ была занята мелководными морскими бассейнами (в ряде районов можно предполагать прибрежно-морские и лагунные условия). Площадь этих бассейнов со временем изменялась: в начале периода имела место некоторая трансгрессия, сменившаяся в середине и конце силура регрессией. В начале силура значительная часть Восточно-Европейской и бо́льшая часть Восточно-Сибирской платформ были заняты такими бассейнами, о чём свидетельствует характер отложений: преобладали карбонатные осадки мелкого шельфа и лагунные отложения (лишь в северо-западной части Восточно-Сибирской платформы выделяется область относительно глубоководного карбонатно-глинистого осадконакопления). К концу периода положение изменилось: море ушло с Восточно-Европейской платформы и со значительной части Восточно-Сибирской платформы.
Мелководные морские бассейны занимали в силуре также значительные области Лаврентии и Южного Китая.

## Животный мир силура
Акантоды, или колючкозу́бые (лат. Acanthodii) — класс вымерших рыб. Существовали с позднего силура до ранней перми. Появляются некоторые группы бесчелюстных — костнопанцирные и беспанцирные. Расцвет граптолитов и прямораковинных наутилоидей. Заметно возросло разнообразие брахиопод.
В позднем силуре появляются хрящекостные лучепёрые рыбы из отряда палеонискообразных.
Megamastax amblyodus из верхнего силура, костная рыба длиной до метра, на 2014 год считается первым позвоночным хищником, специализирующимся на поедании других позвоночных.

### Обитатели морей силурийского периода

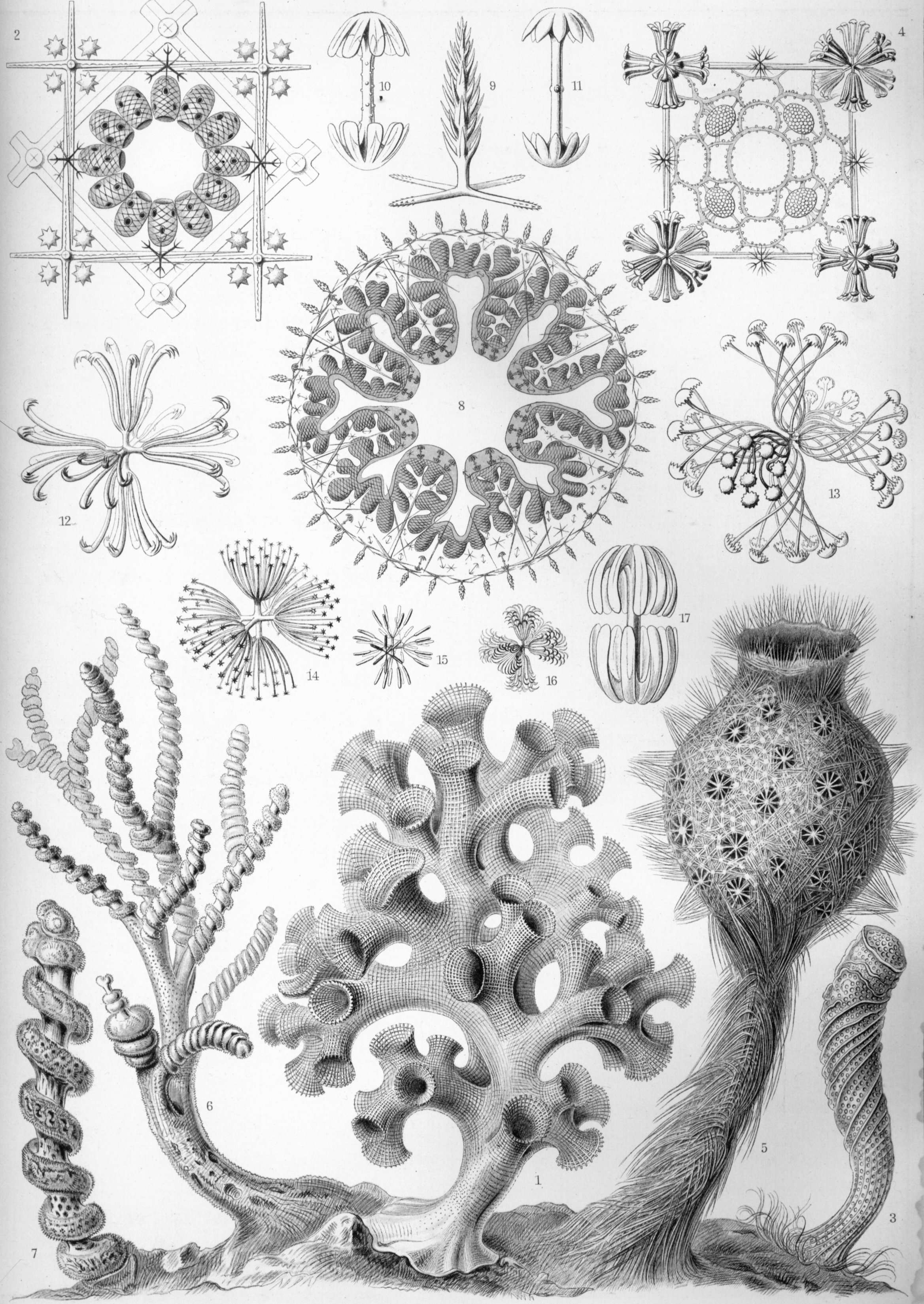
Шестилучевые губки. Иллюстрация из книги Эрнста Геккеля Kunstformen der Natur, 1904
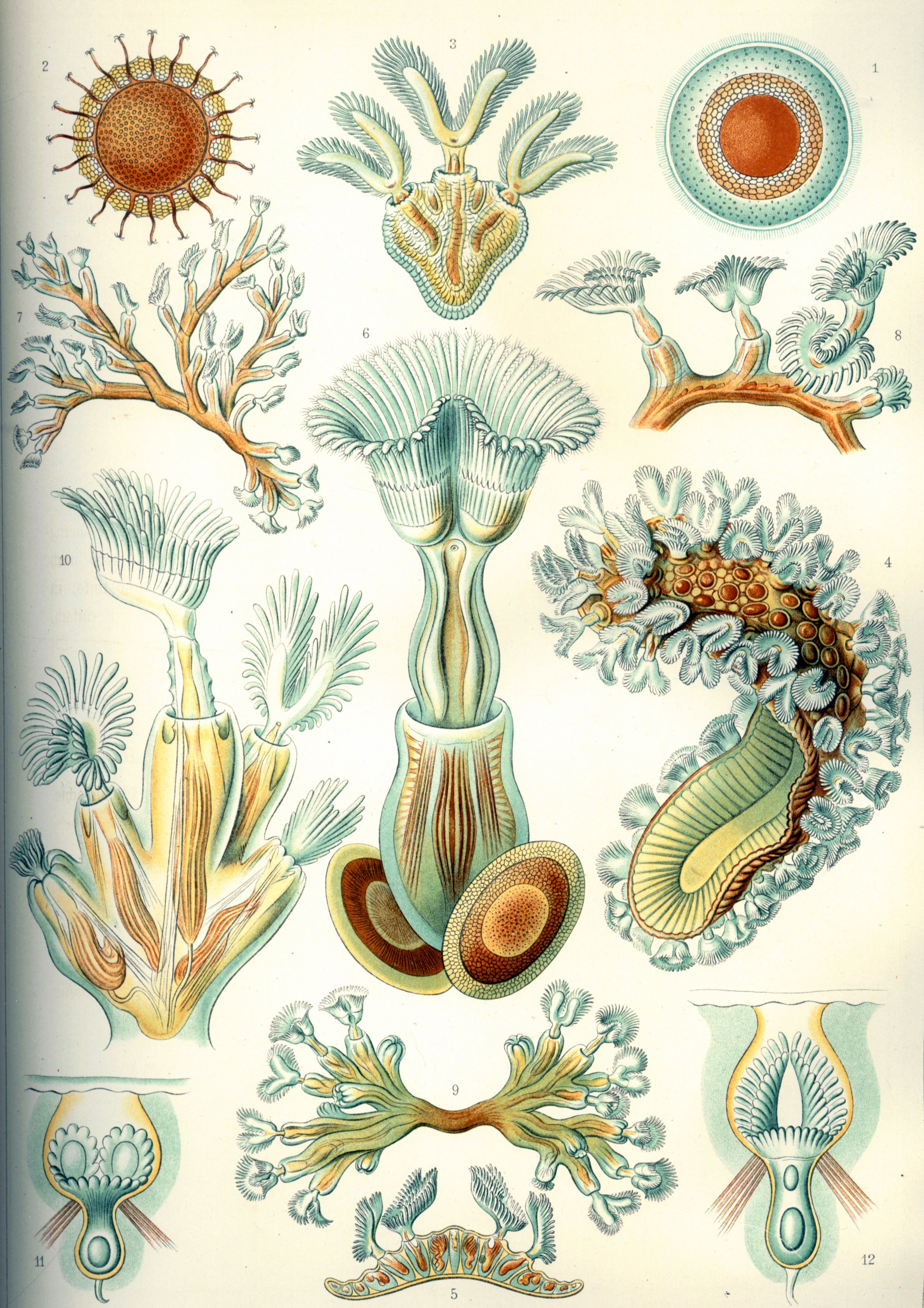
Мшанки. Иллюстрация из книги Эрнста Геккеля Kunstformen der Natur, 1904
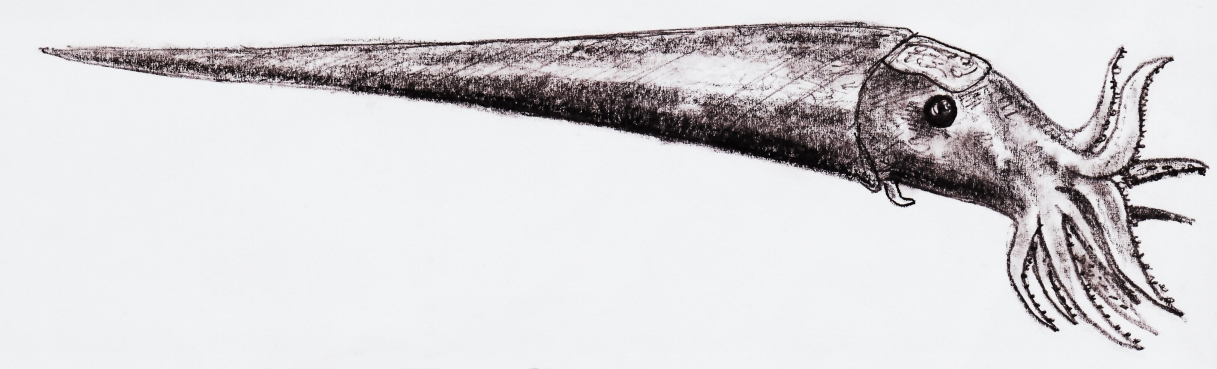
Камероцерас
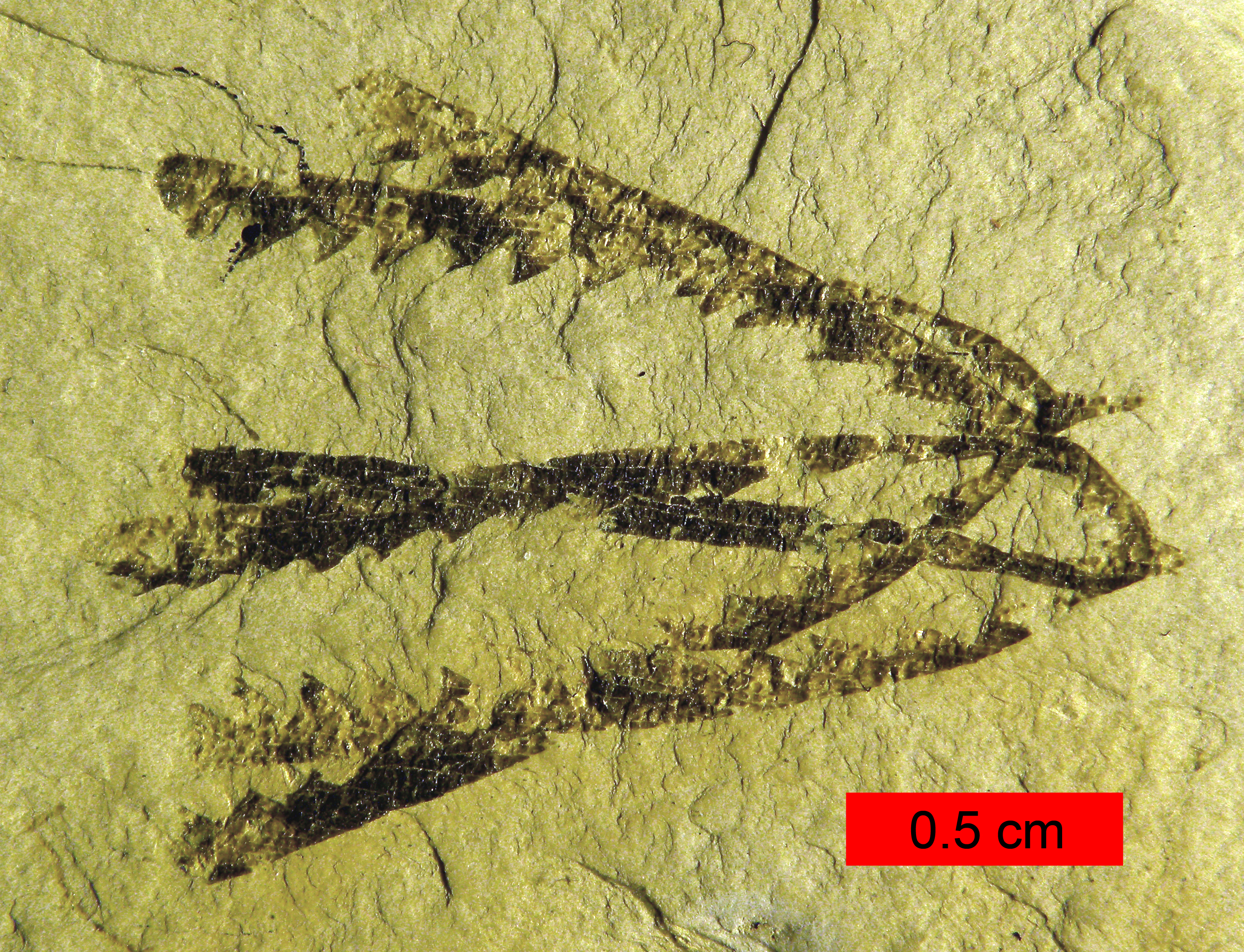
Граптолиты
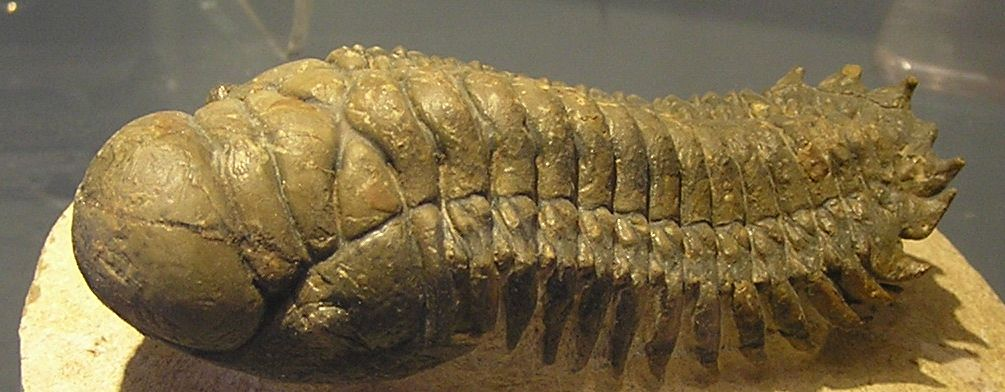
Трилобит Crotalocephalus
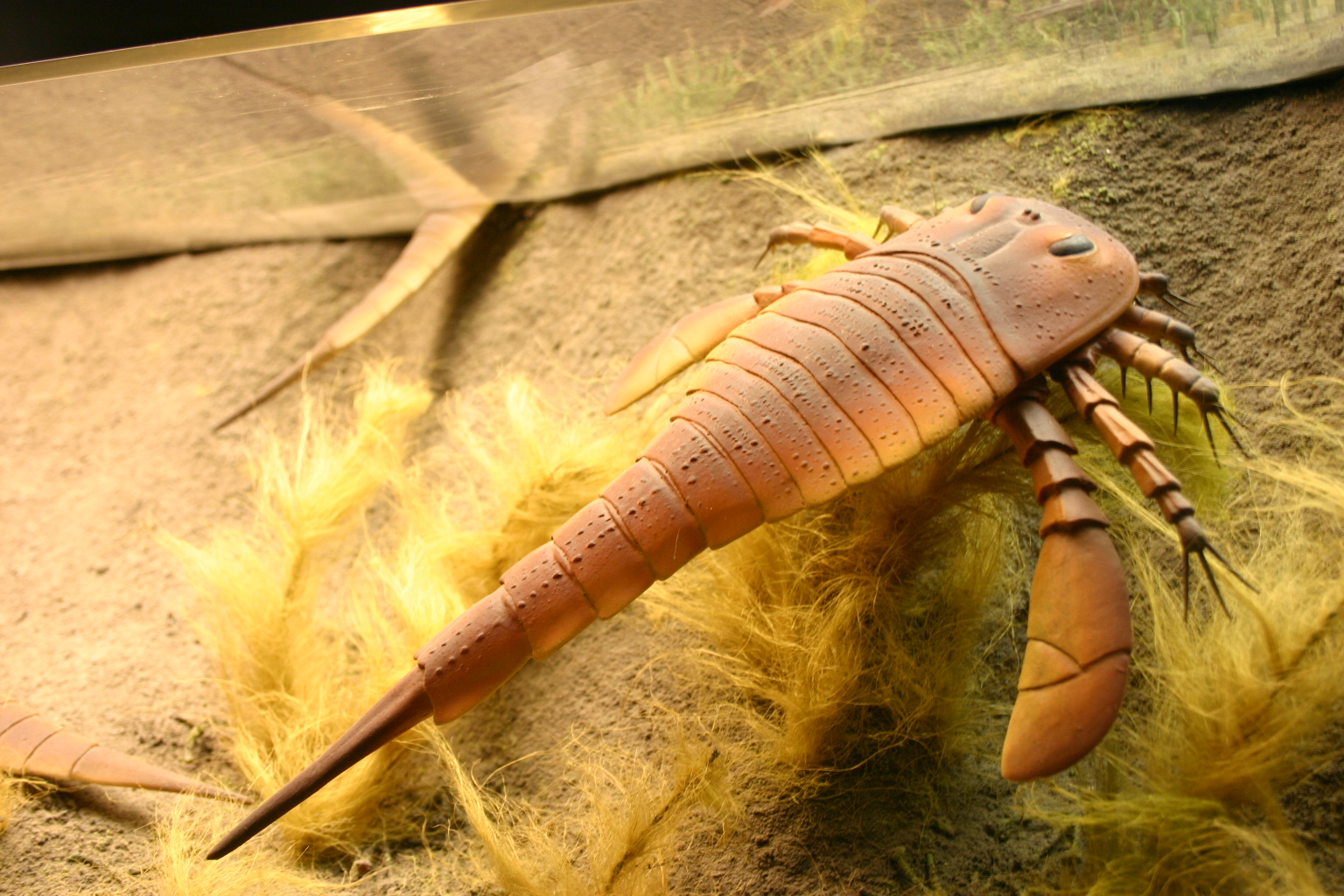
Ракоскорпион Eurypterus
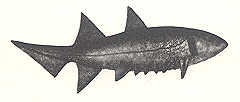
Акантоды
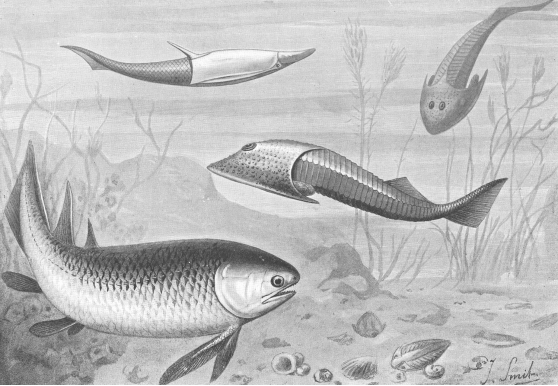
Бесчелюстные и рыбы силура

## Растительный мир силура

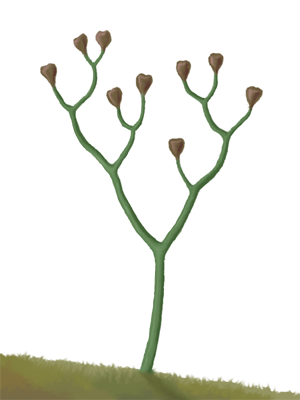
Cooksonia, древнейшее сосудистое растение, силур — нижний девон

В конце силура на суше появляется ещё одна группа растений — сосудистые (Tracheophyta). Их отпечатки найдены в отложениях верхнего силура в Великобритании, Чехии, Украине и Казахстане.
Появление сосудистых растений — одно из ключевых событий в истории биосферы.

## Полезные ископаемые
В отложениях силура встречаются медно-колчеданные руды (Урал и Норвегия). С кремнистыми толщами Южного Урала и Средней Азии связаны месторождения марганца и фосфоритов. В США (штаты Нью-Йорк и Алабама) открыты и находятся в стадии разработки[уточнить] месторождения железной руды, а также месторождения гипса (центральная часть штата Нью-Йорк). Основные полезные ископаемые силурийского периода: железные руды, золото, медь, горючие сланцы, фосфориты и барит.